# Pol Potier de Courcy

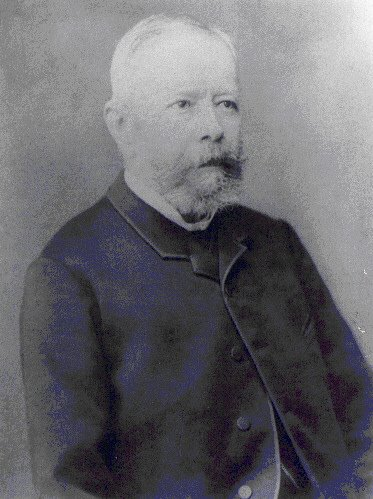
Pol Potier de Courcy

Pol Potier de Courcy (* 26. Januar 1815 in Landerneau; † 29. April 1891 in Saint-Pol-de-Léon) war ein französischer Historiker und Genealoge.
Er ist der Autor eines Werks über die Adelsfamilien der Bretagne während des Ancien Régime. Das Nobiliaire et armorial de Bretagne, erschien ab 1846 in drei Bänden. Das Werk ist nach wie vor ein Standardwerk, obwohl ihm Fachleute eine Reihe von Fehlern vorhalten, was zu Ergänzungen und Korrekturen führte.

## Leben
Pol Potier de Courcy ist der Sohn von Baron Armand Potier de Courcy (* 4. Februar 1774 auf Martinique (getauft am 26. April 1782 in der Kirche Saint-Louis in Brest), † 1. November 1845 in Saint-Pol-de-Léon), Kapitän zur See der königlichen Marine, und Félicité Marie Le Gualès de Lanzeon (* 7. Mai 1781 in Saint-Pol-de-Léon; † 9. November 1820 in Brest), deren Vater Besitzer des Manoir de Kervézec in Garlan (Département Finistère) war. Sein jüngerer Bruder ist der Versicherer und Schriftsteller Alfred Potier de Courcy (* 9. November 1816 in Brest; † 18. Oktober 1888 auf Schloss Bois-Corbon im Wald von Montmorency). Die Familie Potier de Courcy stammt aus Courcy (Manche), wo die Vorfahren Potier bereits im 17. Jahrhundert den Titel Seigneur de Courcy führten.
Er heiratete Eugenie Huon de Kermadec (1817–1885), Tochter von Alexandre Michel Huon de Kermadec und Colette Jeanne de Lesguen. Das Paar bekam sechs Kinder, darunter der älteste Sohn Pol Aurélien Marie Corentin (1848–1900), der Marie Angèle de Castellan (1850–1889) heiratete, eine Urenkelin des Korsaren Robert Surcouf (1773–1827).
Pol Potier de Courcy, Baron de Courcy, baute das Manoir der Familie seiner Mutter aus. Das Anwesen ging in den Besitz der Familie Abrial über (nach der Heirat von Amice de Courcy mit Hervé Abrial) und wurde 1979 verkauft. Er war auch als Archäologe und Architekt täti, zeichnete die Pläne für die Pfarrkirche Saint-Adrien in Santec und befasste sich mit der Restaurierung der Kathedrale von Saint-Pol-de-Léon.
Pol Potier und seine Frau wurden in La Forêt-Fouesnant bestattet.

## Werke
- Nobiliare et armorial der Bretagne, 3 Bände, Erstausgabe 1846, 2. Ausgabe 1862, 3. Ausgabe 1890 (wikisource)
  - Nobiliaire et Armorial de Bretagne, Band 1, Éditions Pyremonde, Neuausgabe 2011
  - Nobiliaire et Armorial de Bretagne, Band 4, Éditions Pyremonde, Neuausgabe 2011
- Dictionnaire héraldique de Bretagne, 1855
- Le combat de trente Bretons contre trente Anglais, d’après les documents originaux des XIVe et XVe siècles, suivi de la biographie et des armes des combattants, Saint-Pol-de-Léon 1857 (archive.org)
- De Rennes à Brest et à Saint-Malo, itinéraire descriptif et historique, Collection Guides Joanne, 1864 (ein erster Teil wurde bereits 1859 publiziert).
- Supplément zu Père Anselmes Histoire généalogique et chronologique de la maison royale de France, 3 Bände 1868–1890